# Yucca flaccida
Yucca flaccida là một loài thực vật có hoa trong họ Măng tây. Loài này được Haw. miêu tả khoa học đầu tiên năm 1819.

## Hình ảnh

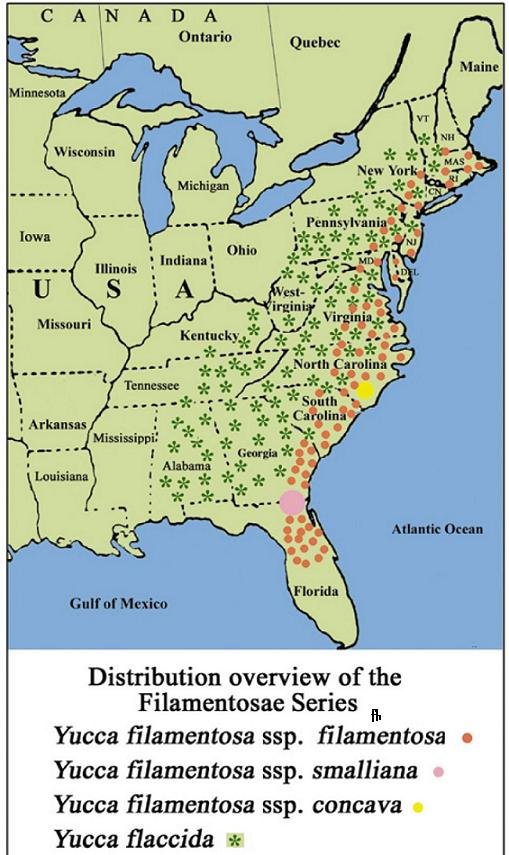
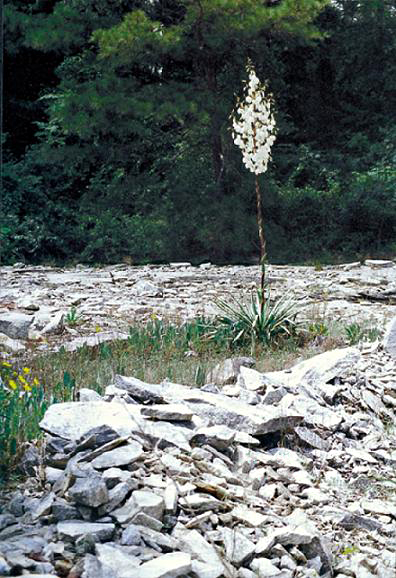
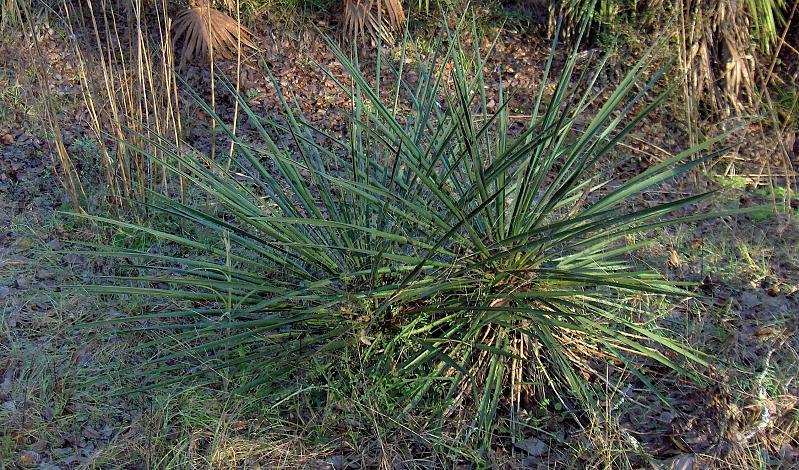
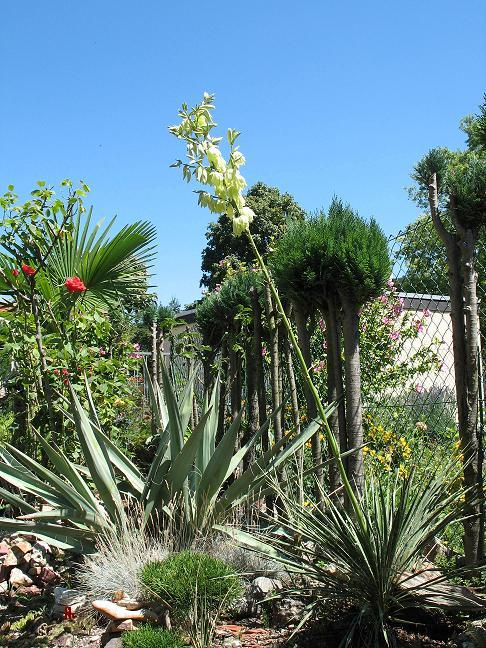